# Alfons Hermans
Alfons Hermans, né le 4 avril 1937 à Sint-Lenaarts et mort le 17 juin 2021 à Malle,, est un coureur cycliste belge. Champion de Belgique sur route amateurs et vainqueur du Tour de RDA en 1956, il est ensuite indépendant en 1957 et 1958 puis professionnel de 1960 à 1967.

## Palmarès
- 1956
  - Tour de RDA :
    - Classeement général
    - 3e et 8e étapes

  - Champion de Belgique sur route amateurs
  - 5e du championnat du monde sur route amateurs
- 1958
  - 3e de la Course de la Paix
- 1959
  - 2e de Bruxelles-Liège
- 1960
  - 2e étape secteur b des Trois jours d'Anvers (contre-la-montre par équipes)
  - 10e du Tour des Flandres
- 1961
  - Anvers-Liège-Anvers
  - 3e du Circuit Mandel-Lys-Escaut
- 1962
  - Tour du Hainaut
  - Tour d'Hesbaye
- 1963
  - Circuit des régions frontalières
  - 3e du Circuit des monts du sud-ouest
- 1964
  - Flèche de Heist
  - 2e du Tour des onze villes
  - 3e du Circuit des monts du sud-ouest
- 1965
  - À travers la Belgique
  - 2e du Circuit du Limbourg
  - 8e de Paris-Roubaix